# Hernán Maldonado
Hernán Diego Maldonado (Tigre, Buenos Aires, Argentina, 21 de enero de 1978 - San Miguel de Tucumán, Tucumán, 22 de octubre de 2005) fue un futbolista argentino que jugaba como defensor.

## Trayectoria

### Vélez
Maldonado debutó con la camiseta Vélez en 1999. Estuvo en el fortín hasta el año 2002.

### Cartagena
Tuvo su primera experiencia en el fútbol europeo, cuando en 2003 se mudó a España, para jugar en Cartagena. Jugó en el club hasta el 2005.

### Atlético Tucumán
En el año 2005 volvió a Argentina y se sumó a Atlético Tucumán.

## Clubes
| Club             | País      |
| ---------------- | --------- |
| Vélez            | Argentina |
| Cartagena        | España    |
| Atlético Tucumán | Argentina |